# Catedral de Nuestra Señora (Grenoble)
La catedral de Nuestra Señora de Grenoble o simplemente catedral de Grenoble (en francés: Cathédrale Notre-Dame de Grenoble) es una catedral católica, y un monumento nacional de Francia, situado en la ciudad de Grenoble. Es la sede del obispado de Grenoble (desde 2006 obispado de Grenoble-Vienne).
La primera mención de la catedral de Notre-Dame data de 902, durante el episcopado de Isaac, pero la catedral y la iglesia de San Hugo se reconstruyeron a mediados del siglo XIII.

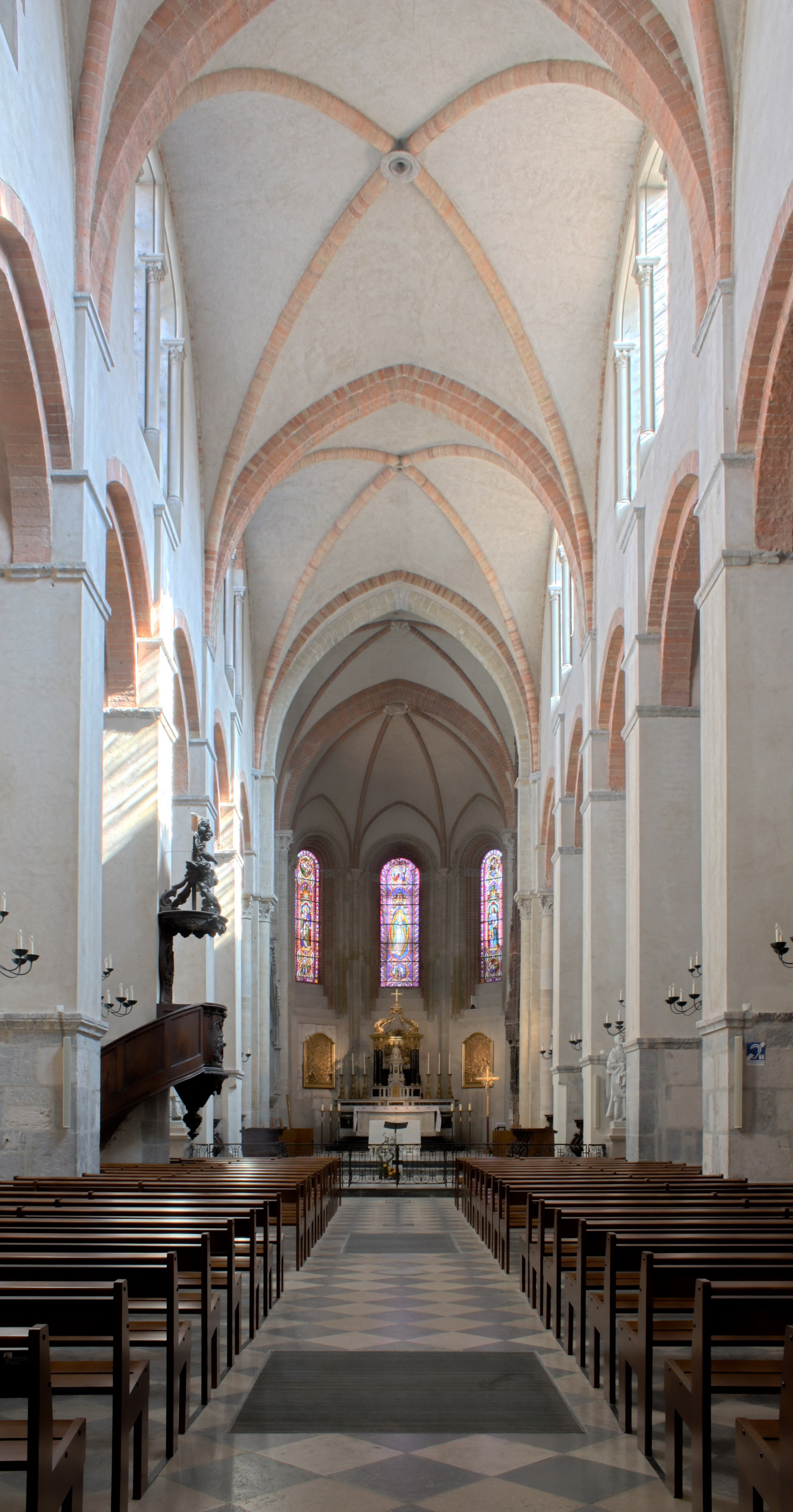
Interior del templo

Algunos ejemplos notables del arte renacentista se pueden encontrar en la catedral, incluyendo un décimo quinto ciborrio en estilo gótico flamígero. Desafortunadamente el ciborrio fue dañado en 1562 por el barón de los Adrets, durante las Guerras de Religión.
La catedral fue totalmente remodelada durante el siglo XIX por el arquitecto diocesano Alfred Berruyer. El innovador revestimiento de hormigón añadido por Berruyer fue retirado en 1990 para revelar la fachada románica original.